# Great Central Railway
Die Great Central Railway (GCR) war eine britische Eisenbahngesellschaft, die von 1897 bis 1922 existierte. Die Länge ihres Streckennetzes betrug 1372 km. Die Hauptstrecke der GCR, die Great Central Main Line, führte vom Bahnhof Marylebone über Leicester und Nottingham nach Sheffield und wurde zwischen 1966 und 1969 stillgelegt.

## Geschichte

### Gründung der GCR
Die Gründung der GCR erfolgte 1897 durch die Umbenennung der seit 1847 bestehenden Manchester, Sheffield and Lincolnshire Railway (MS&LR). Damals betrieb sie eine Strecke von Manchester (Bahnhof London Road) über Penistone, Sheffield, Brigg und Grimsby nach Cleethorpes. Eine zweite Strecke zweigte in Penistone ab und erschloss Barnsley, Doncaster und Scunthorpe und traf in Barnetby auf die Strecke nach Grimsby.
Weitere Strecken verbanden Sheffield mit Barnsley (via Chapeltown) und Doncaster (via Rotherham) sowie Lincoln mit Wrawby Junction. Zweigstrecken im nördlichen Lincolnshire führten nach Barton-upon-Humber und New Holland und erschlossen die Eisenerzminen in der Region Scunthorpe. Um Manchester führten Strecken nach Stalybridge und Glossop.
In den 1890er Jahren begann die MS&LR mit dem Bau der „Derbyshire-Linie“, die eine Expansion in Richtung Süden ermöglichen sollte. Diese zweigte bei Beighton Junction – etwa 9 km östlich von Sheffield – von der Ost-West-Hauptstrecke ab und führte in durch das Kohlenrevier von Nottinghamshire nach Nottingham. Eine Zweigstrecke band Chesterfield an diese Verbindung an.

### Verlängerung nach London
1893 hatte die MS&LR auf Bestreben ihres langjährigen Vorsitzenden Edward Watkin vom Parlament die Bewilligung erhalten, ihre Südstrecke nach London zu verlängern. Watkin verfolgte weitreichende Pläne für die MS&LR, die er zu einer Bahngesellschaft von nationaler Bedeutung ausbauen wollte. Die neue Great Central Main Line sollte die Verbindung nicht nur bis London, sondern auch Anschluss in Richtung Kontinent herstellen, da Watkin auch in die damaligen Planungen zum Bau eines Tunnels unter dem Ärmelkanal involviert war. Die Bauarbeiten begannen 1895, am 1. August 1897 änderte die MS&LR ihren Namen in Great Central Railway. Die neue, 148 km lange Strecke wurde am 25. Juli 1898 zunächst für den Kohlenverkehr geöffnet, am 15. März 1899 für den Personenverkehr und am 11. April 1899 für den übrigen Güterverkehr.
Die neue Verbindung nach London schloss in Annesley in Nottingham an die zuvor eröffnete Südstrecke an und führte zum Bahnhof Marylebone. Der Abschnitt zwischen dem Bahnhof Quainton Road in Buckinghamshire und Harrow führte über die bereits bestehende Strecke der Metropolitan Railway. Am 2. April 1906 wurde eine „alternative Hauptstrecke“ von Grendon Underwood nach Neasden eröffnet, der Abschnitt zwischen High Wycombe und South Ruislip war gemeinsamer Besitz der GCR und der Great Western Railway.
Mit dem Inkrafttreten des Railways Act 1921 ging die GCR im 1. Januar 1923 in der London and North Eastern Railway auf.

## Weitere neue Strecken der GCR
- Lancashire, Derbyshire and East Coast Railway (LD&ECR): Diese Strecke wurde 1897 eröffnet, um Kohleminen mit Tiefwasserhäfen zu verbinden. Sie sollte ursprünglich von Sutton on Sea in Lincolnshire nach Warrington in Lancashire führen. Schließlich wurde aber nur der Abschnitt von Pyewipe Junction bei Lincoln und Chesterfield Market Place gebaut. Die GCR erwarb die LD&ECR am 1. Januar 1907.
- Wrexham, Mold and Connah’s Quay Railway, erworben am 1. Januar 1905
- North Wales and Liverpool Railway, erworben am 1. Januar 1905
- Wigan Junction Railway, erworben am 1. Januar 1906
- Liverpool, St Helens and South Lancashire Railway, erworben am 1. Januar 1906
- North Lindsey Light Railway (Scunthorpe–Whitton), eröffnet am 1. Dezember 1910, Betrieb durch GCR, neben ein wenig Personenverkehr hauptsächlich Eisenerztransport

## Betriebsgemeinschaften
Abgesehen von den drei oben erwähnten Zweigstrecken in der Region Liverpool lagen alle Strecken der GCR im Norden Englands östlich von Manchester. Trotzdem war es der GCR möglich, im Rahmen von Betriebsgemeinschaften mit anderen Gesellschaften Züge von Küste zu Küste verkehren zu lassen. Die größte dieser Betriebsgemeinschaften war das Cheshire Lines Committee (zusammen mit der Midland Railway und der Great Northern Railway). Weitere gemeinsame Unternehmen waren (von West nach Ost):
- Manchester, South Junction and Altrincham Railway (GCR/LNWR)
- Oldham, Ashton-under-Lyne and Guide Bridge Railway (GCR/LNWR)
- Macclesfield, Marple and Bollington Railway (GCR/NSR)
- South Yorkshire Joint Railway (GCR, GNR, Lancashire and Yorkshire Railway, MidR und North Eastern Railway)
- Sheffield District Railway (GCR und MidR)
- West Riding and Grimsby Joint Railway (GCR/GNR) – Zugang nach Wakefield und Leeds